# Aeroportul Municipal Marshalltown
Aeroportul Municipal Marshalltown (IATA: MIW, ICAO: KMIW, FAA LID: MIW) este un aeroport din Iowa, Statele Unite ale Americii. Aeroportul a fost tranzitat în 2019 de 2 pasageri.
Situat la o altitudine de 297,05808 m, aeroportul dispune de 2 piste.

## Infrastructură

### Piste
Aeroportul dispune de 2 piste. Pista 13/31 are suprafața de asfalt și dimensiunile 5.007 picioare × 100 picioare. Pista 18/36 are suprafața de asfalt și dimensiunile 2.759 picioare × 50 picioare. 